# ليمون قنفذي

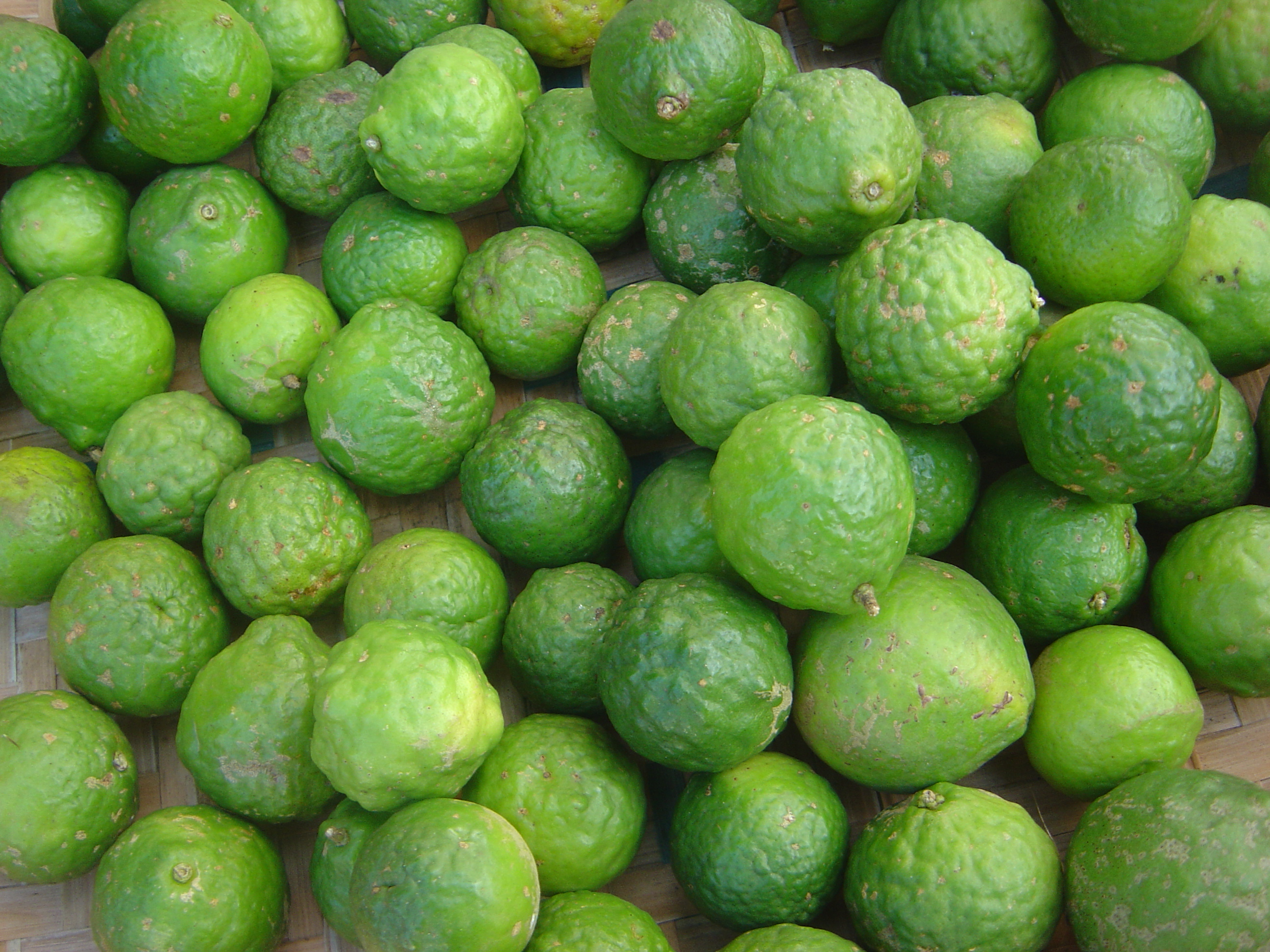
الحامض (الليمون الكفيري)

الليمون القنفذي أو الليمون التايلندي أو الليمون الكفيري أو الحامض الكفيري (الاسم العلمي:Citrus hystrix) (بالإنجليزية: Kaffir lime)‏ هو نوع من النباتات يتبع جنس الليمون من الفصيلة السذابية. موطنه جنوب شرق آسيا الاستوائية وجنوب الصين.
تستخدم ثمار وأوراق الليمون القنفذي في مطبخ جنوب شرق آسيا كما تُستخدم زيوته في صناعة العطور، حسث ينبعث من قشرها وأوراقها المسحوقة رائحة حمضيات كثيفة.

## أسماء
يُعرف الليمون القنفذي بأسماء مختلفة في مناطقه الأصلية:
- أصل كلمة «الليم الكفيري» غير مؤكد، الكلمة العربية لغير المسلمين هي «الكافر».[5]
- jeruk purut في إندونيسيا.
- jiàn yè chéng (箭叶橙) باللغة الصينية.
- kabuyaw أو kulubot في الفلبين،[6] حيث تمت تسمية مدينة كابوياو في مقاطعة لاغونا باسم الفاكهة.
- limau purut في ماليزيا.
- makrud أو makrut (มะกรูด، ‎/máʔ.krùːt/‏) في تايلاند (اسم يستخدم أيضًا ‎/máʔ.krùːt/‏ مع البرغموت).
- mak khi hut ໝາກຂີ້ຫູດ mak khi hut (ໝາກຂີ້ຫູດ، ‎/ma᷆ːk.kʰi᷆ː.hu᷆ːt/‏) في لاوس.
- trúc أو chanh sác في فيتنام.[2][7]
- Combava في جزيرة ريونيون

### جدل التسمية
في جنوب إفريقيا يُعد «الكفير» إهانة عرقية للشعب الأفريقي الأسود، وبالتالي فإن بعض المؤلفين يفضلون تغيير الاسم من «الليمون الكافيري» إلى «الليمون المكروت» وهو اسم أقل شهرة باللغة الإنجليزية، بينما يشار إليه عادة في جنوب إفريقيا باسم الليمون التايلاندي.

## وصف

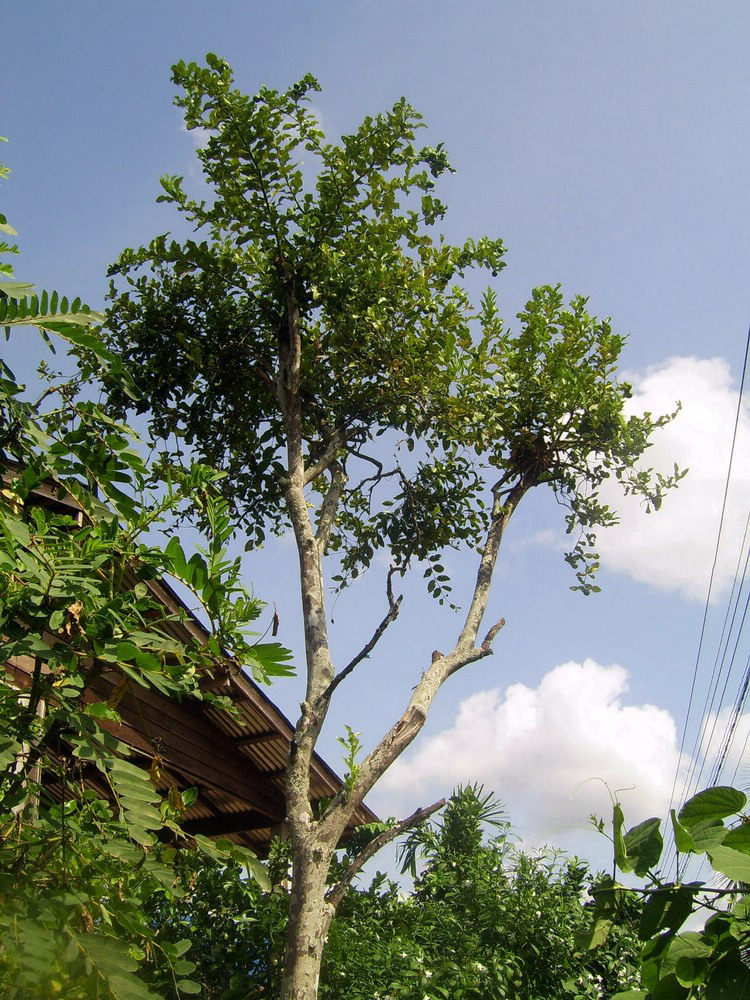
الشجرة الكبيرة

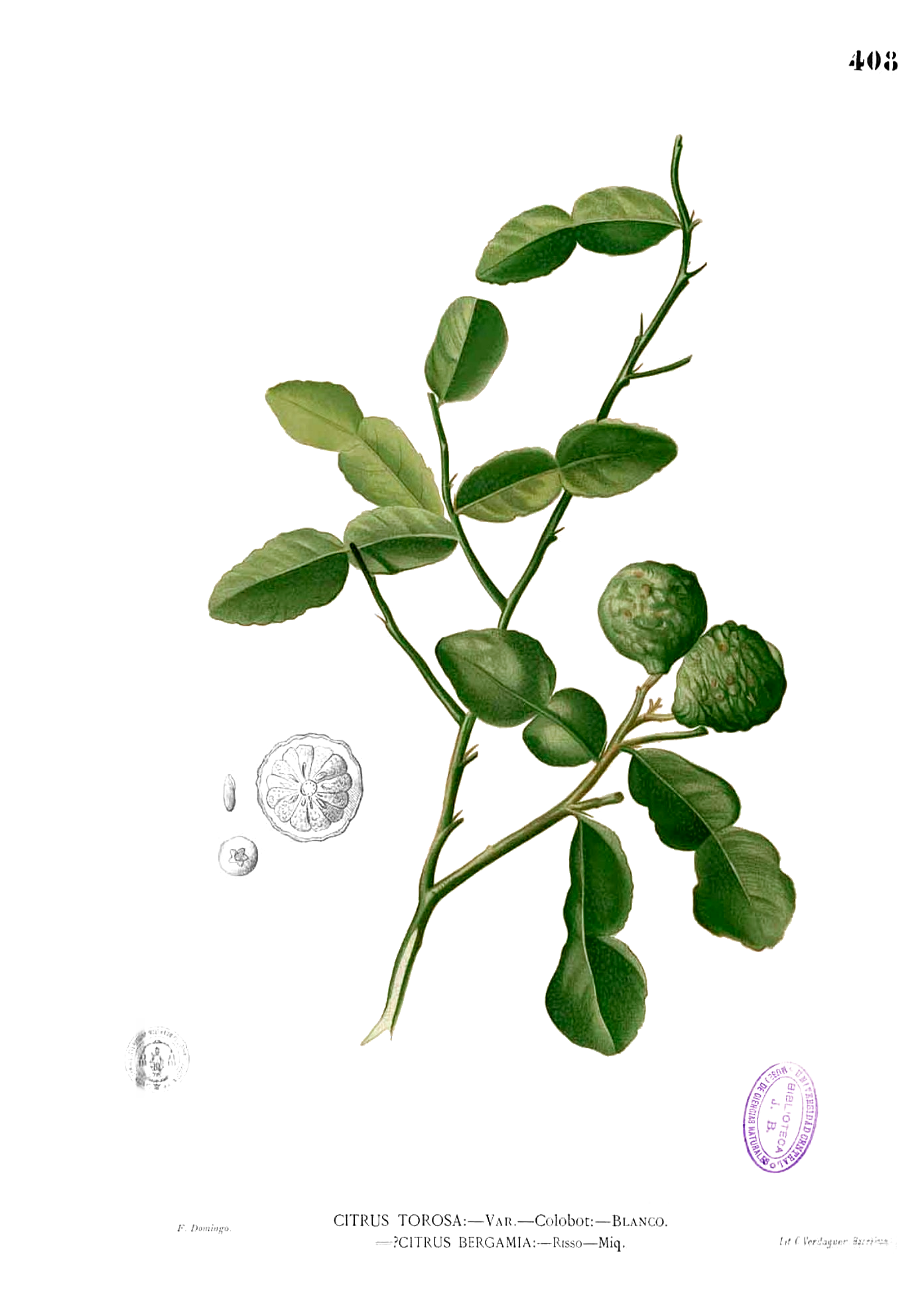
رسم توضيحي لليمون القنفذي بقلم فرانسيسكو مانويل بلانكو

يكون الليمون القنفذي عبارة عن شجيرة شائكة طولها يتراوح من 2 إلى 11 متر (6 إلى 35 قدم)، مع أوراق "مزدوجة" عطرية ذات شكل مميز، تشتمل هذه الأوراق على شكل ساعة رملية على شفرة ورقة بالإضافة إلى ساق مستوٍ يشبه الأوراق (أو عنق)، تكون الثمرة خشنة وخضراء وتنضج إلى اللون الأصفر، وتتميز بالتصميم الخارجي الوعر وصغر حجمها الذي يكون باتساع حوالي 4 سنتيمتر (2 بوصة).

## استخدامات

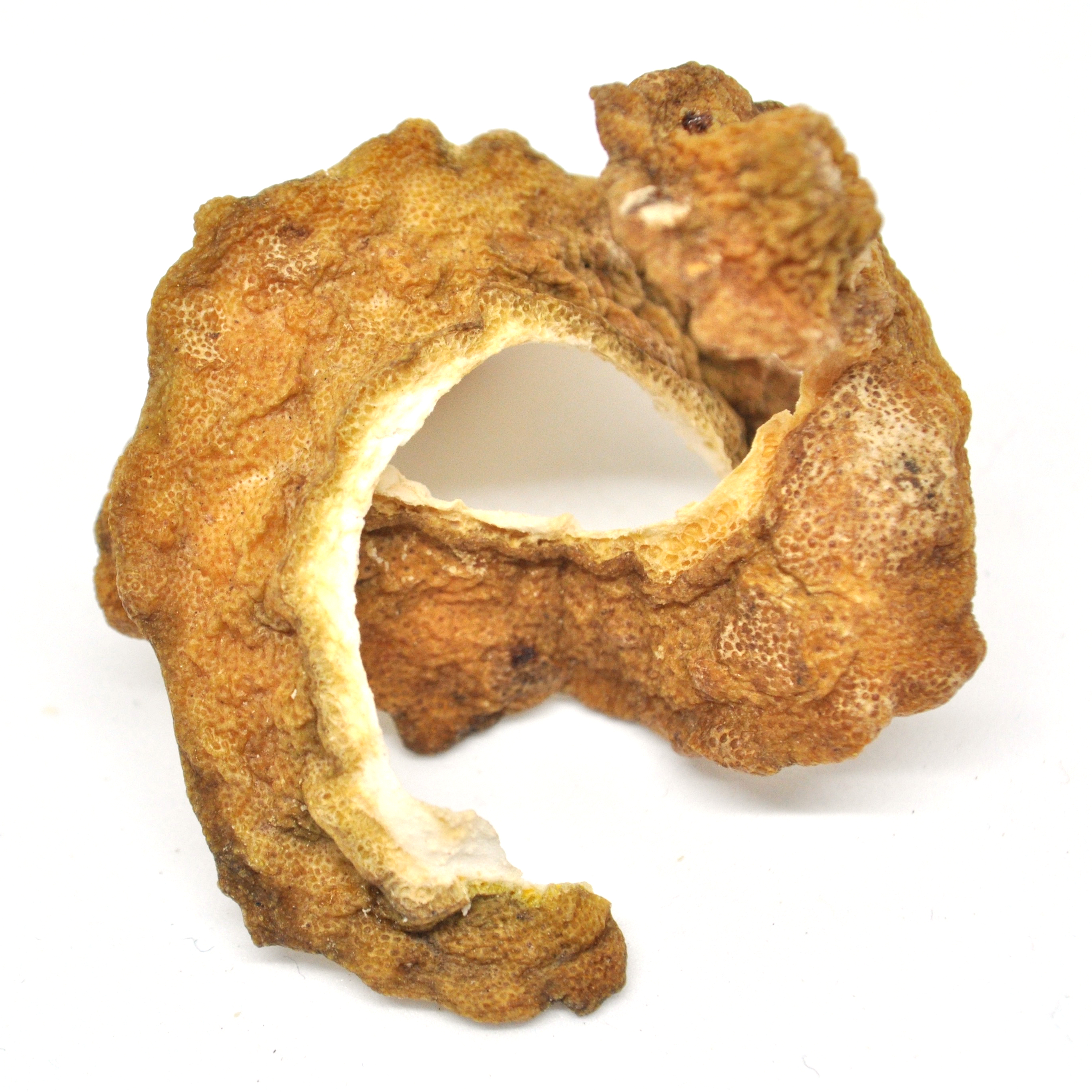
قشور كومبافا

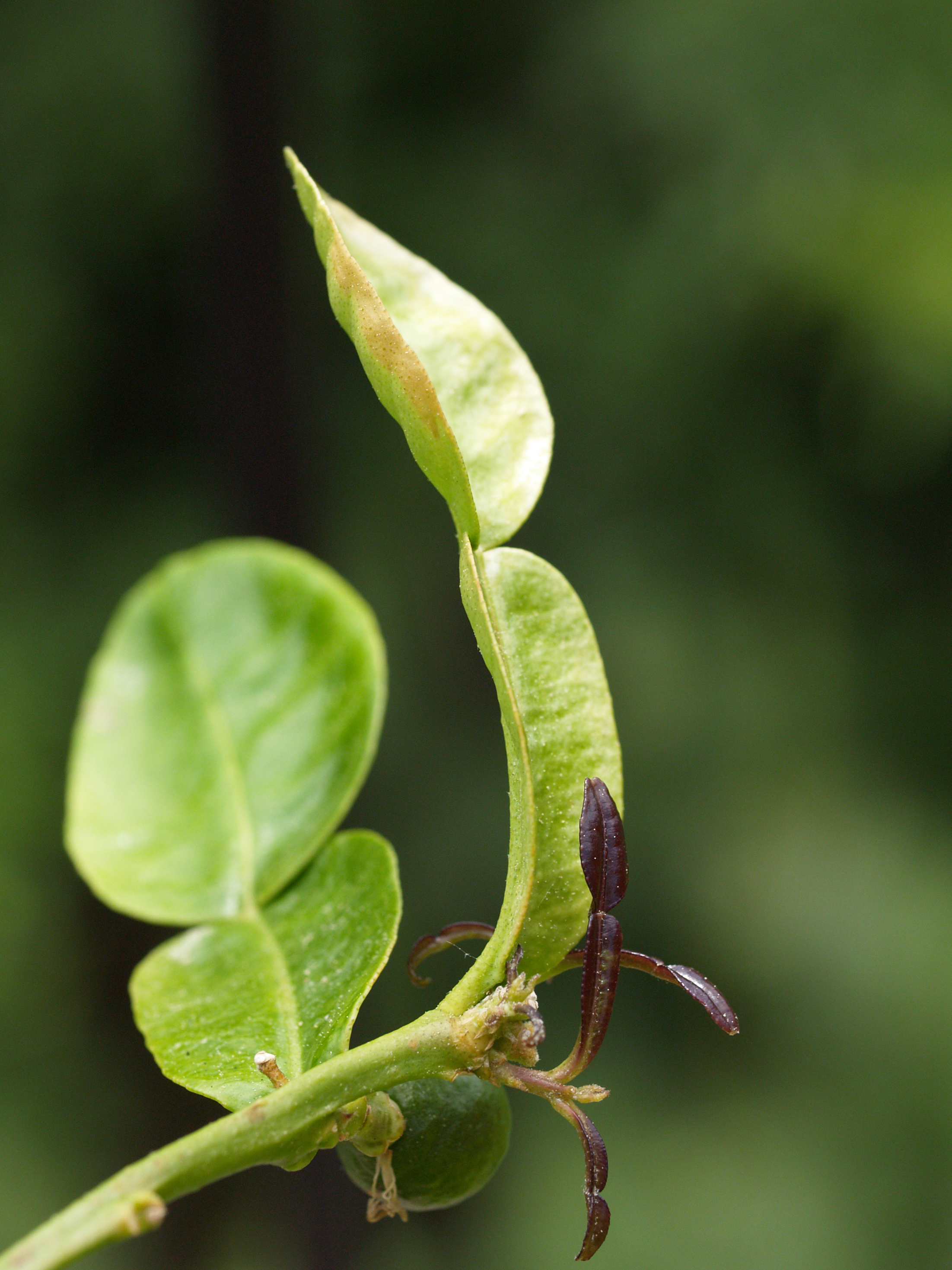
تستخدم أوراق الليمون القنفذي في بعض أطباق جنوب شرق آسيا مثل الإندونيسية واللاوية والكمبودية والتايلاندية (มะกรูด).

### مطبخ
الأوراق هي الجزء الأكثر استخدامًا من النبات فتكون طازجة أومجففة أو مجمدة، تستخدم الأوراق على نطاق واسع في المطبخ التايلاندي ومطبخ لاو (لأطباق مثل توم يم) والمطبخ الكمبودي (للمعجون الأساسي «كروينج»)، كما تُستخدم الأوراق في المطبخ الفيتنامي لإضافة رائحة إلى أطباق الدجاج ولتقليل الرائحة النفاذة عند تبخير القواقع، وتُستخدم الأوراق في المطبخ الإندونيسي (خاصة المطبخ البالي والمطبخ الجاوي) للأطعمة مثل حساء الدجاج وتستخدم مع أوراق الغار الأندونيسية للدجاج والسمك، كما توجد في المطبخ الماليزي والبورمي، ويستخدم على نطاق واسع في المطبخ الهندي الجنوبي. تُستخدم قشرة النبات عادة في معجون الكاري في لاو وتايلاند كإضافة عطرية ونكهة قابضة، يُشار إلى نكهة الفاكهة باسم كومبافا، يتم استخدامه في المطبخ الكريولي لإضفاء نكهة على مشروب مسكَّر في موريشيوس وريونيون ومدغشقر، كما أنه في كمبوديا تستخدم الثمرة كاملة كفاكهة مسكرة للأكل.

### استخدام طبي
يتم استخدام عصير وقشور الليمون القنفذي في الطب التقليدي في بعض البلدان الآسيوية، غالبًا ما يستخدم عصير الفاكهة في الشامبو ويعتقد أنه يقتل قمل الرأس.

### استخدامات أخرى
يُستخدم العصير كمطهر للملابس والشعر في تايلاند وأحيانًا في كمبوديا، كما يستخدم الماء اللامع الممزوج بشرائح من الحامض الكفيري في الاحتفالات الدينية في كمبوديا.

## زراعة
يُزرع الليمون القنفذي في جميع أنحاء العالم في مناخات مناسبة كشجيرة حديقة لإنتاج الفاكهة المنزلية، هي مناسبة تمامًا لحدائق الحاويات وأواني الحديقة في الباحات والمصطبات وفي المعاهد الموسيقية.

## مكونات رئيسية
تم تحديد المركب المسؤول عن الرائحة المميزة على أنه سيترونيلال الموجود في زيت الورقة حتى 80 في المائة؛ تشمل المكونات الثانوية السترونيلول (10 في المائة) والنيرول والليمونين. من وجهة نظر الكيميائية المجسمة فإنه من اللافت للنظر أن أوراق الليمون القنفذي لا تحتوي إلا على تصاوغ فراغي من (S)سترونيلال في حين أن مصاوغها المرآتي يكون (+)-(R)-سيترونيلال يوجد في كل من بلسم الليمون و (بدرجة أقل) عشب الليمون، (ومع ذلك فإن السترونيلال هو عنصر ضئيل في الزيوت الأساسية الأخيرة).
يحتوي قشر ثمار الليمون القنفذي على زيت أساسي يشبه زيت قشور ثمرة الليمون مكوناته الرئيسية هي الليمونين وبيتا- بينين.

## تسمُّم

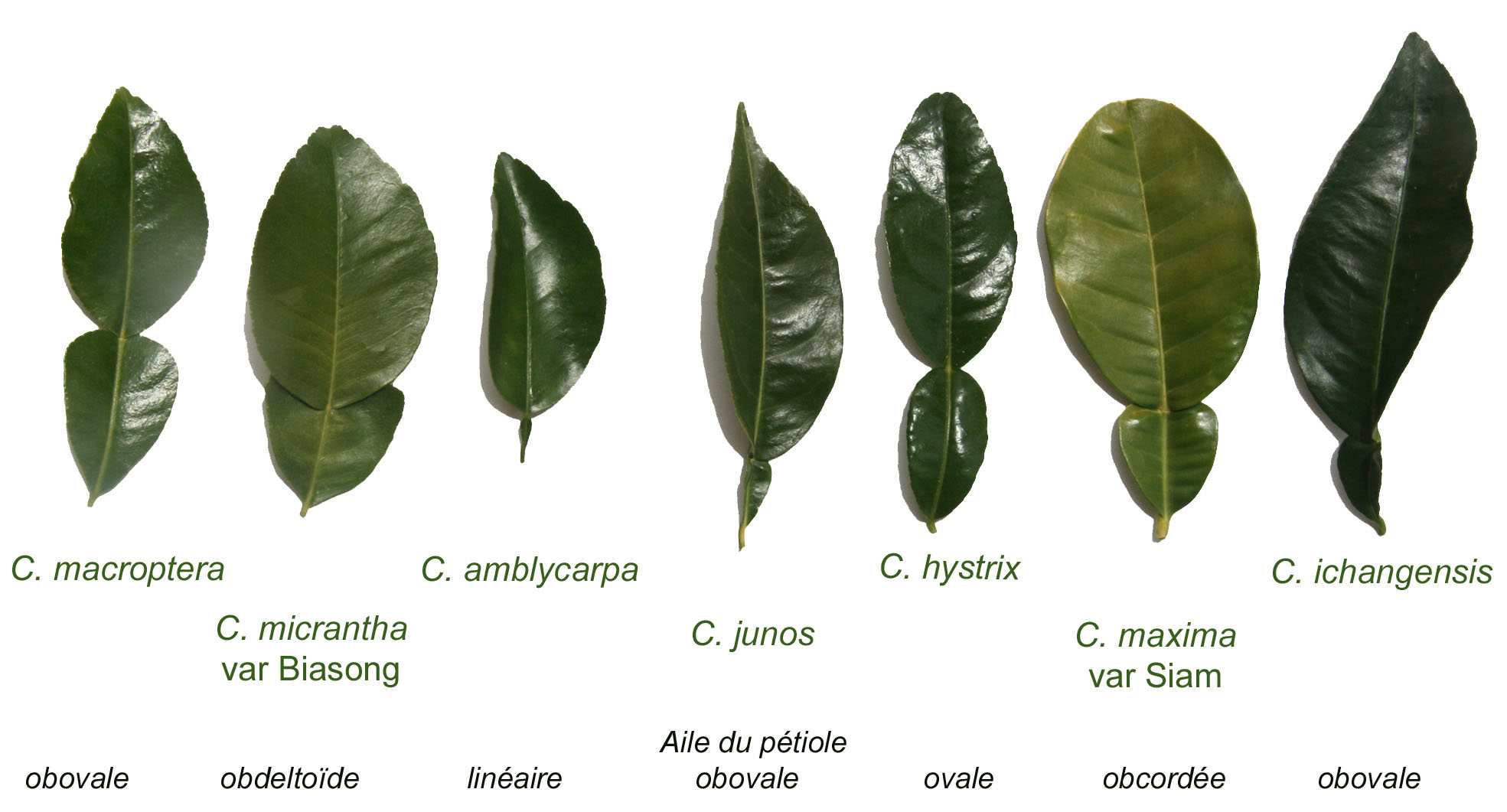
أشكال أوراق الحمضيات

يحتوي الليمون القنفذي على كميات كبيرة من الفوروموكومارين في كل من القشرة واللب، من المعروف أن فورانوكومارين يسبب التهاب الجلد الضوئي النباتي المنشأ، وهو التهاب جلدي محتمل، تم الإبلاغ عن حالة واحدة من التهاب الجلد الفطري الناجم عن الحامض القنفذي.